# Fiona Staples

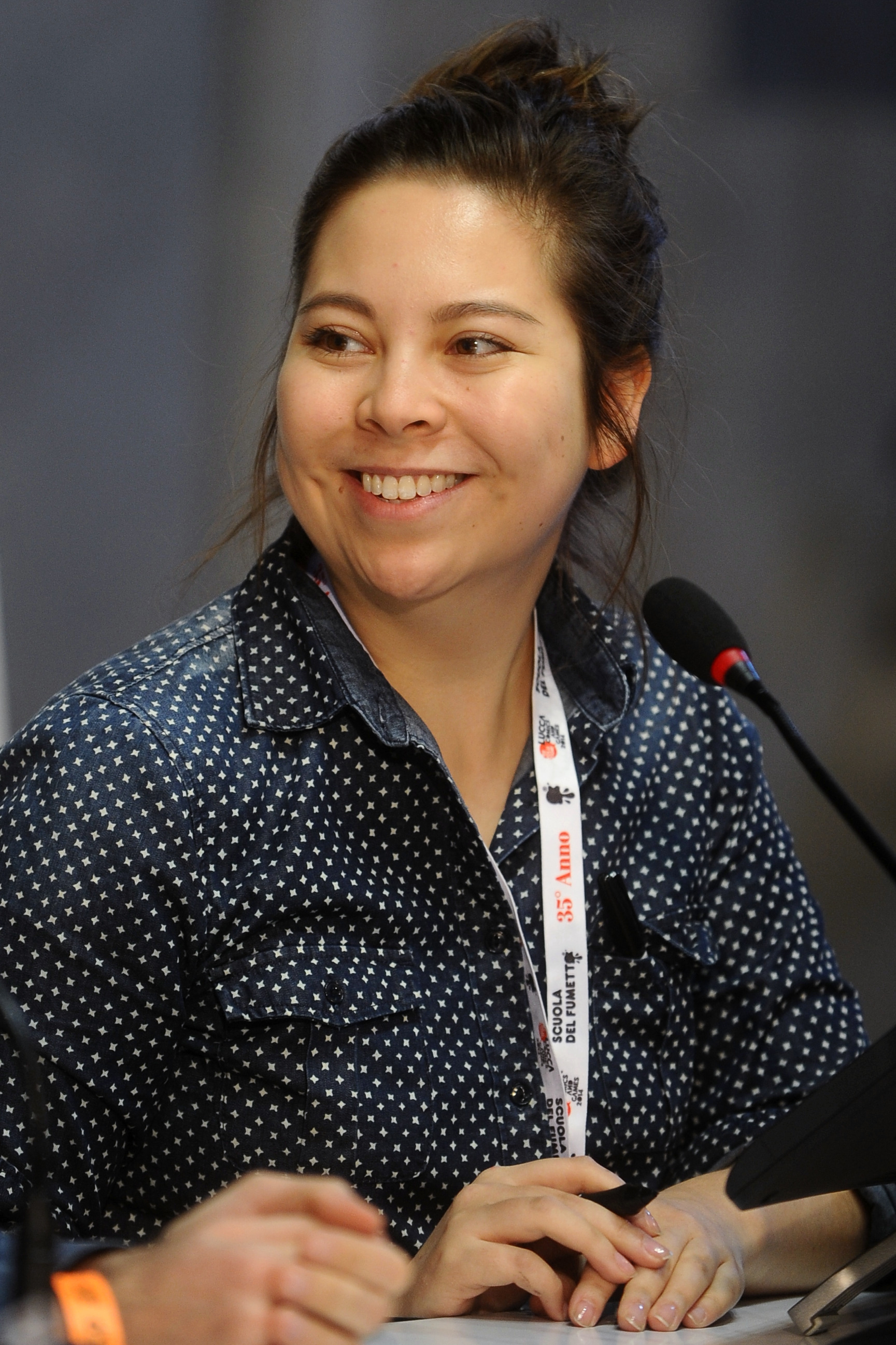
Fiona Staples bei Lucca Comics & Games 2014

Fiona Staples (* in Calgary) ist eine kanadische Comiczeichnerin.

## Biographie
Fiona Staples wurde in Calgary in der kanadischen Provinz Alberta geboren. Als nachhaltigen Einfluss auf ihr kreatives Schaffen nennt die Künstlerin Fantasy-Geschichten, die sie als Kind gelesen hat. Darunter befinden sich etwa Die Prinzessin und der Kobold von George MacDonald, der Redwall-Zyklus des Autors Brian Jacques und Die Chroniken von Narnia von Clive Staples Lewis. Sie besuchte das Alberta College of Art and Design. In dieser Zeit entstand 2006 nach den Texten von Andrew Foley Done to Death.
Nach zahlreichen Arbeiten für DC Comics, darunter Northlanders mit Brian Wood unter dem DC Black Label, hatte die Künstlerin insbesondere mit der mehrfach ausgezeichneten Reihe Saga großen Erfolg. Staples schuf die Comicserie gemeinsam mit dem Autor Brian K. Vaughan, der Kontakt zwischen den beiden entstand durch den gemeinsamen Freund Steve Niles. Niles und Staples hatten 2010 zusammen an der Comicreihe Mystery Society gearbeitet. Die englische Originalausgabe von Saga erschien von 2012 bis 2018 bei Image Comics. Die deutsche Übersetzung der Reihe veröffentlichte Cross Cult ab 2013.
Im Jahr 2015 realisierte Staples mit dem Autor Mark Waid drei Ausgaben für Archie Comics. Es handelt sich dabei um die ersten Hefte der Neuauflage zum 75. Jubiläum der Figuren von Archie Comics. Staples setzte die Geschichten nicht im klassischen Stil der Comics um, sondern mit ihrem eigenen, charakteristischen Zeichenstil.
Fiona Staples lebt und arbeitet in Calgary.

## Zeichentechnik
Am Anfang ihrer Karriere zeichnete Staples mehr auf Papier und scannte die Arbeiten anschließend ein, um sie mit Adobe Photoshop zu kolorieren. Damit sie ihr Pensum für Saga halten konnte, musste sie ihre Arbeitsweise ändern. Mittlerweile illustriert Staples fast ausschließlich digital. Sie beginnt ihren Zeichenprozess mit kleinen Skizzen und Miniaturbildern auf Papier. In dieser für die Comiczeichnerin wichtigen Phase gestaltet Staples bereits Layout, Panelanordnung und Szenarien ihrer Geschichten. Tusche und Farbe fügt die Künstlerin mit Hilfe digitaler Techniken in einem einheitlichen Arbeitsschritt ein, wobei sie nur noch die Figuren mit Tuschelinien versieht.

## Veröffentlichungen (Auswahl)
- Northlanders #29. Fiona Staples (Tusche, Zeichnungen) mit Brian Wood (Text), DC Comics 2010, 22 Seiten.[9]
- North 40. Fiona Staples (Farben, Tusche) mit Rob Leigh (Text), Wildstorm 2010, 148 Seiten, Trade Paperback (sammelt Ausgaben #1–6), ISBN 978-1-4012-2849-1.[10]
- DV8: Gods and Monsters. Cover Ausgaben #1–3 von Fiona Staples, DC Comics 2011, Trade Paperback (sammelt Ausgaben #1–8), ISBN 978-1-4012-2973-3.[11]
- Jonah Hex #66. Fiona Staples (Farben, Zeichnungen) mit Jimmy Palmiotti (Text), DC Comics 2011, 36 Seiten.[12]
- Saga. Fiona Staples (Cover, Farben, Handlettering, Zeichnungen) mit Brian K. Vaughan (Text), Image Comics 2012–2018.
- Archie Comics. Ausgaben #1–3 (Neuauflage zum 75. Jubiläum) von Fiona Staples (Cover, Farben, Zeichnungen) mit Mark Waid (Text), Archie Comics 2015.[2]

## Auszeichnungen

### Saga
- 2013: Harvey Award als Best Artist und Best Colorist
- 2014: Eisner Award als Best Painter / Multimedia Artist
- 2014:	Harvey Award als Best Artist und Best Cover Artist
- 2014: Joe Shuster Award in der Kategorie Artist[13]
- 2015: Eisner Award als Best Painter / Multimedia Artist
- 2015: Harvey Award als Best Artist und Best Cover Artist
- 2015:	Inkwell Award 	in der Kategorie All-in-One Award[14]
- 2016: Harvey Award als Best Artist und Best Cover Artist
- 2017:	Eisner Award als Best Penciler / Inker or Penciler / Inker Team und Best Cover Artist
- 2017:	Ringo Award als	Best Artist or Penciller[15]

### Andere Auszeichnungen
- 2011: Joe Shuster Award in der Kategorie Outstanding Comic Book Cover Artist / Dessinateur Couvertures Exceptionnel de Bandes[16]